# C. Wayland Brooks

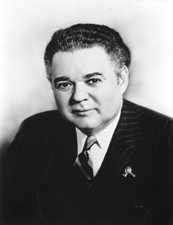
Charles W. Brooks

Charles Wayland Brooks (* 8. März 1897 in West Bureau, Illinois; † 14. Januar 1957 in Chicago, Illinois) war ein US-amerikanischer Politiker der Republikanischen Partei. Von 1940 bis 1949 saß er für den US-Bundesstaat Illinois im US-Senat.

## Biographie
Brooks wurde in West Bureau in Illinois geboren, wo er auch aufwuchs und zur Schule ging. Während des Ersten Weltkrieges diente er im United States Marine Corps, zuletzt im Range eines First Lieutenant. Er wurde mehrfach verwundet. Anschließend studierte er an der University of Illinois und der Northwestern University Rechtswissenschaft. 1926 schloss er das Studium erfolgreich ab und wurde im gleichen Jahr als Rechtsanwalt zugelassen. In Chicago eröffnete er eine eigene Kanzlei.
1936 kandidierte Brooks um das Amt des Gouverneurs von Illinois, konnte sich jedoch nicht gegen Amtsinhaber Henry Horner durchsetzen. Nach dem Tod von Senator J. Hamilton Lewis wurde Brooks 1940 in einer Nachwahl zu dessen Nachfolger gewählt. Sein Gegenkandidat, James M. Slattery, der zuvor durch Gouverneur Horner bis zur Nachwahl ernannt wurde, unterlag mit knapp 20.000 Stimmen. 1942, bei der regulären Wahl, konnte sich Brooks erneut durchsetzen. 1948 unterlag er jedoch Paul Howard Douglas und schied 1949 aus dem Senat aus.
Er kehrte nach Chicago zurück und verstarb 1957 an einem Herzinfarkt. Brooks war zweimal verheiratet. Die erste Ehe mit Gertrude Ackerly wurde 1920 geschlossen und wurde 1943 geschieden. Gemeinsam hatten sie einen Sohn. 1946 heiratete er dann Mary Elizabeth Thomas, die Tochter von seinem Senatskollegen John W. Thomas. Sie war von 1969 bis 1977 Direktorin der United States Mint.